# Bao Trung

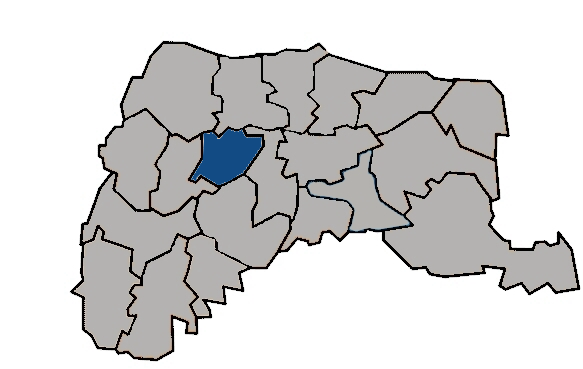
Vị trí tại Vân Lâm

Bao Trung (tiếng Trung: 褒忠鄉; bính âm: Bāozhōng Xiāng) là một hương (xã) của huyện Vân Lâm, tỉnh Đài Loan, Trung Hoa Dân Quốc (Đài Loan). Hương nằm trên vùng đồng bằng Gia Nam và có nền kinh tế dựa vào nông nghiệp. Trên địa bàn Bao Trung có một trạm phát sóng ngắn hướng về Trung Quốc đại lục của Đài phát thanh Quốc tế Đài Loan, ngoài phát sóng các chương trình bằng Quan thoại của đài, trạm còn phát chương trình của Family Radio, một đài phát thanh Tin Lành có trụ sở tại Hoa Kỳ. Bao Trung có diện tích 37,0552 km², dân số vào tháng 8 năm 2011 là 14.087 người thuộc 4.292 hộ gia đình, mật độ cư trú đạt 380,2 người/km².